# Distichophyllum dicksonii
Distichophyllum dicksonii är en bladmossart som beskrevs av Mitten 1869. Distichophyllum dicksonii ingår i släktet Distichophyllum och familjen Hookeriaceae. Inga underarter finns listade i Catalogue of Life.